# Irina Vostrikova
Pour les articles homonymes, voir Vostrikova.
Irina Vostrikova (née le 30 août 1970) est une athlète russe spécialiste de l’heptathlon.

## Carrière

### Palmarès
| Année | Compétition                    | Lieu      | Résultat | Épreuve    | Performance |
| ----- | ------------------------------ | --------- | -------- | ---------- | ----------- |
| 1996  | Championnats d’Europe en salle | Stockholm | 3e       | Pentathlon | 4 545 pts   |
| 1997  | Championnats du monde          | Athènes   | 8e       | Heptathlon | 6 277 pts   |
| 1997  | Universiade                    | Catane    | 2e       | Heptathlon | 6 175 pts   |
| 2000  | Championnats d’Europe en salle | Gand      | 2e       | Pentathlon | 4 615 pts   |

### Records
| Épreuve    | Performance  | Lieu      | Date        |
| ---------- | ------------ | --------- | ----------- |
| Heptathlon | 6 390 points | Krasnodar | 22 mai 1997 |

| Épreuve    | Performance  | Lieu | Date            |
| ---------- | ------------ | ---- | --------------- |
| Pentathlon | 4 615 points | Gand | 25 février 2000 |